# كراستا مورا
كراستا مورا (بالإنجليزية: Crasta Mora)‏ هو أحد جبال سلسلة جبال الألب ألبولا ويقع في كانتون غراوبوندن في سويسرا. يحتل المرتبة رقم 229 في قائمة جبال سويسرا من حيث الارتفاع، إذ يبلغ ارتفاعه حوالي 2952 متر، بينما يبلغ ارتفاع نتوء الجبل 486 متر.